# Brookgraben
Der Brookgraben ist ein ca. 2,57 km langer Graben in Hamburg-Schnelsen. Er mündet zwischen dem Freizeitbad Bondenwald und dem Niendorfer Gehege in die Kollau.
Teile des Brookgrabens sind bereits auf einer Karte aus dem 19. Jahrhundert erkennbar.

## Verlauf
Der Brookgraben verläuft größtenteils als Grenzbach zwischen Hamburg-Schnelsen und Hamburg-Eidelstedt. 
Er entspringt nordöstlich der Straße Wildacker, unterquert dann die A23 und die Straße Wietersheim und verläuft dann am Nachwuchsleistungszentrum des FC St. Pauli an der Straße Brummerskamp, wo er einen weiteren (unbenannten) Zufluss erhält, welcher von der Straße Wietersheim kommt. Kurz vor der B4 (Holsteiner Chaussee) erhält er Zufluss durch seinen einzigen Nebenfluss, den Grothwischgraben. Er unterquert dann die A7 und verläuft danach am Beentkamp. Danach durchfließt er ein Rückhaltebecken, dann mündet er zwischen dem Freizeitbad Bondenwald und dem Niendorfer Gehege an der Grenze zu Hamburg-Niendorf in die Kollau.